# Sistema Torrens
El Sistema Torrens es un sistema de Registro de la propiedad propio del Derecho anglosajón, cuyo objetivo principal es lograr celeridad en los negocios inmobiliarios; pero no brinda toda la seguridad jurídica que sería de desear. Tanto es así, que en los países que lo utilizan, han prosperado los llamados seguros de títulos para dotar de cierta garantía la propiedad de los bienes inmuebles.
Si bien el propietario que figura en la inscripción no tendrá que probar una cadena de transmisiones con título suficiente del bien inmueble en cuestión, existe, como dijimos, la posibilidad de fáciles estafas y defraudaciones que obligan a los seguros mencionados.  
Este sistema se contrapone al sistema registral existente en los países más desarrollados jurídicamente hablando, como es el caso de España, Italia y Francia, dotados de un sistema notarial latino. En estos sistemas, la persona de un funcionario imparcial actúa en la confección del acto o negocio jurídico, garantizando así la libre voluntad de los contratantes y la posibilidad de volver sobre las causas de adquisición y analizarlas respecto a su valía y veracidad, lo que no ocurre en los sistemas anglosajones. 
El sistema Torrens aparece por primera vez en Australia Meridional, tras la implementación realizada por su Premier, Sir Robert Torrens, en 1858. Hasta entonces, existían dos tipos de propiedad distinguidas por su origen. Aquellos propietarios cuyo derecho provenía directamente de la Corona tenían una propiedad de especial solidez. No así aquellos que habían obtenido la propiedad mediante transmisión (compraventa, sucesión, donación, etc.), quienes podían sufrir las consecuencias de eventuales ventas por parte de no propietarios, evicciones y demás.
La llegada del sistema Torrens unificaría los tipos de propiedad en Australia, pero más tarde, movido por los intereses de capitales de las aseguradoras, se extendería a otros países, cuyos derechos no evolucionados admitieron el sistema sin advertir la inseguridad que genera. Aún hoy las grandes aseguradoras procuran hacer insertar este primitivo sistema para mejorar los frutos de sus servicios.